# Campionato europeo di football americano femminile
Il Campionato europeo di football americano femminile è una competizione continentale di football americano, per squadre nazionali femminili, organizzata dalla IFAF Europe.
Il vincitore è nominato campione d'Europa.

## Albo d'oro
| Anno               | Ospitante   |           | Finale    | Finale        | Finale        |           | Finale terzo e quarto posto | Finale terzo e quarto posto | Finale terzo e quarto posto |
| Anno               | Ospitante   | Vincente  | Risultato | 2º posto      | 3º posto      | Risultato | 4º posto                    |                             |                             |
| 2015 Dettagli      | Spagna      | Finlandia | 50 - 12   | Gran Bretagna | Germania      | 26 - 7    | Austria                     |                             |                             |
| 2019 Dettagli      | Regno Unito | Finlandia | [ 1 ]     | Svezia        | Gran Bretagna |           | Austria                     |                             |                             |
| 2023-2024 Dettagli | Europa      | Spagna    | [ 1 ]     | Gran Bretagna | Finlandia     |           | Germania                    |                             |                             |

### Partecipazioni e prestazioni nelle fasi finali
Legenda
| -: non partecipante. Q: qualificata a un'edizione ancora da disputare. ×: non qualificata. 6ª: sesta classificata. 5ª: quinta classificata. | 4ª: quarta classificata. 3ª: terza classificata. 2ª: seconda classificata. V: campione. |

| Nazionale     | 2015 | 2019 | 2023-24 | Partecip. | Vittorie | Secondi posti | Terzi posti |
| ------------- | ---- | ---- | ------- | --------- | -------- | ------------- | ----------- |
| Finlandia     | V    | V    | 3ª      | 3         | 2        | -             | 1           |
| Spagna        | 6ª   | -    | V       | 2         | 1        | -             | -           |
|               |      |      |         |           |          |               |             |
| Gran Bretagna | 2ª   | 3ª   | 2ª      | 3         | -        | 2             | 1           |
| Svezia        | 5ª   | 2ª   | 5ª      | 3         | -        | 1             | -           |
| Germania      | 3ª   | -    | 4ª      | 2         | -        | -             | 1           |
|               |      |      |         |           |          |               |             |
| Austria       | 4ª   | 4ª   | -       | 2         | -        | -             | -           |
|               |      |      |         |           |          |               |             |
| Russia        | ×    | -    | -       | 0         | -        | -             | -           |